# Schoenorchis subulata
Schoenorchis subulata är en orkidéart som först beskrevs av Rudolf Schlechter, och fick sitt nu gällande namn av Johannes Jacobus Smith. Schoenorchis subulata ingår i släktet Schoenorchis och familjen orkidéer.
Artens utbredningsområde är Sulawesi. Inga underarter finns listade i Catalogue of Life.